# Años 680 a. C.
Los años 680 antes de Cristo transcurrieron entre los años 689 a. C. y 680 a. C.

## Acontecimientos
- 689 a. C.: en la actual Irak, el rey Senaquerib de Asiria saquea la ciudad de Babilonia.
- 687 a. C.: Giges se convierte en rey de Lidia.
- 687 a. C.: Ezequías, decimotercer rey del reino independiente de Judá, es sucedido por Manasés.
- 684 a. C.: en China, el estado de Lu derrota a la dinastía Qi del norte en la batalla de Changshao.
- 682 a. C.: en China muere de Zhou Zhuang Wang, rey de la dinastía Zhou.
- 681 a. C.: en Asiria, Asarhaddón sucede a Senaquerib como rey.
- 680 a. C.: 
  - Asaradón, rey de Asiria, declara la guerra a Egipto, toma Menfis y logra el dominio del delta.[1]
  - En la isla de Paros nace el poeta griego Arquíloco.
  - En la isla estonia de Saaremaa (sobre el mar Báltico) cae un meteorito, que da como resultado la formación del cráter de Kaali.